# FBC Volontari
Foot Ball Club Volontari, zkráceně jen Volontari byl italský fotbalový klub, sídlící ve městě Benátky z regionu Benátsko.
Klub byl založen v roce 1909, dva roky po založení jiného klubu Benátky FC. V roce 1912 se stal šampionem Benátska a tak byl připojen do nejvyšší ligy pro sezony 1912/13 a 1913/14. V roce 1914 se klub rozpustil a nepokračoval v činnosti.